# 1999年亚洲冬季运动会短道速滑比赛
1999年亚洲冬季运动会短道速滑比赛于1999年1月31日-1999年2月1日在韩国江原道龙平室内滑冰场举行，比赛共分10个单项，男女各5个单项。

## 总奖牌榜
*   主办国家/地区
| 排名                     | 国家 / 地区              | 金牌 | 銀牌 | 銅牌 | 总计 |
| ------------------------ | ------------------------ | ---- | ---- | ---- | ---- |
| 1                        | *                        | 6    | 3    | 4    | 13   |
| 2                        | 中國                     | 4    | 5    | 3    | 12   |
| 3                        | 日本                     | 0    | 2    | 2    | 4    |
| 总计（共3个国家 / 地区） | 总计（共3个国家 / 地区） | 10   | 10   | 9    | 29   |

## 奖牌得主

### 男子
| 項目       | 金牌                                        | 金牌     | 银牌                                                | 银牌     | 铜牌                                            | 铜牌     |
| 500米      | 李浚焕 · 韩国（KOR）                        | 45.542   | 冯凯 · 中国（CHN）                                  | 52.271   | 寺尾悟 · 日本（JPN）                            | 1:20.960 |
| 1000米     | 冯凯 · 中国（CHN）                          | 1:37.194 | 金东圣 · 韩国（KOR）                                | 1:37.364 | 今井英人 · 日本（JPN）                          | 1:37.609 |
| 1500米     | 金东圣 · 韩国（KOR）                        | 2:11.372 | 冯凯 · 中国（CHN）                                  | 2:12.137 | 李浚焕 · 韩国（KOR）                            | 2:12.287 |
| 3000米     | 金东圣 · 韩国（KOR）                        | 6:12.572 | 李浚焕 · 韩国（KOR）                                | 6:12.933 | 袁野 · 中国（CHN）                              | 6:14.309 |
| 5000米接力 | 中国（CHN） · 李佳军 · 冯凯 · 安玉龙 · 袁野 | 7:29.960 | 日本（JPN） · 小寺武大 · 寺尾悟 · 植松仁 · 今井英人 | 7:30.672 | 韩国（KOR） · 金东圣 · 李浚焕 · 李浩应 · 金善台 | 7:30.845 |

### 女子
| 項目       | 金牌                                            | 金牌     | 银牌                                                      | 银牌     | 铜牌                 | 铜牌     |
| 500米      | 杨扬 · 中国（CHN）                              | 45.490   | 崔敏敬 · 韩国（KOR）                                      | 45.531   | 孙丹丹 · 中国（CHN） | 45.576   |
| 1000米     | 杨扬 · 中国（CHN）                              | 1:45.516 | 王春露 · 中国（CHN）                                      | 1:45.565 | 金润美 · 韩国（KOR） | 1:45.852 |
| 1500米     | 金润美 · 韩国（KOR）                            | 2:28.637 | 杨扬 · 中国（CHN）                                        | 2:29.648 | 杨阳 · 中国（CHN）   | 2:31.648 |
| 3000米     | 金文贞 · 韩国（KOR）                            | 5:04.510 | 王春露 · 中国（CHN）                                      | 5:08.608 | 崔敏敬 · 韩国（KOR） | 5:20.750 |
| 3000米接力 | 韩国（KOR） · 金润美 · 崔敏敬 · 金文贞 · 安尚美 | 4:27.840 | 日本（JPN） · 神野由佳 · 田中千景 · 高田贵子 · 八木小百合 | 4:28.330 | —                    | —        |